# Avinguda de la Constitució
L'avinguda de la Constitució és una via urbana d'accés nord a la ciutat de València amb un tram inclòs dins el nucli urbà de la ciutat i altre tram dins també del terme municipal de València però connectant amb la població veïna de Tavernes Blanques, al nord de la ciutat.
Està situada entre el carrer del Pla de la Saïdia al sud, al vessant esquerre del vell llit del riu Túria, i l'Avinguda de les Corts Valencianes del municipi veí de Tavernes Blanques al nord.
Al tractar-se d'una de les vies més antigues de la ciutat és travessada per nombrosos carrers i camins de rellevància del nord de L'Horta de València, com ara (de sud a nord) el Camí de Montcada, el carrer de Maximilià Thous, el carrer de Sagunt, el vell Camí de Trànsits que actualment des de la plaça de Don Bosco es divideix en l'avinguda del Dr. Peset Aleixandre cap a l'oest i l'avinguda del Primat Reig camp a l'est, el carrer del Comte de Lumiares i l'avinguda dels Germans Machado, que forma part de la Ronda Nord de València.
Travessa de sud a nord el districte de La Saïdia, separant així els seus barris de Marxalenes i de Morvedre primer, i els de Tormos i de Sant Antoni després. Seguint el seu camí cap al nord travessa el districte de Rascanya, dividint al mateix temps els seus barris de Torrefiel i Orriols. En eixir del nucli urbà fa de separació històrica entre terme del barri d'Orriols a l'est i terme de la pedania valenciana de Poble Nou (Districte Pobles del Nord) a l'oest.

## Nom
Està dedicada a la Constitució Espanyola de 1978, nom adoptat en democràcia, ja que durant les dècades de la dictadura franquista portava el nom de Ramiro Ledesma, fundador del falangisme.
Popularment ha estat i és encara coneguda com l'Antiga Carretera de Barcelona en ser durant gran part del segle XX un tram de la carretera N-340 i eixida natural de València cap a Barcelona. Segles arrere va estar coneguda amb nombroses denominacions, com ara "Via Heràclia o Hercúlia", "Via Augusta", "Camí de Morvedre", "Camí Real de Barcelona", "Camí Real de Saragossa" o "Carretera de Barcelona".

## Història
A les proximitats de l'avinguda, entre el carrer de Just Ramírez i el carrer de Sant Bruno, han sigut descobertes unes ruïnes enterrades baix la prolongació del carrer Sant Bruno d'època preromana, és a dir, anterior a la fundació romana de Valentia l'any 138 aC.
Segons la majoria d'historiadors, part del traçat de l'avinguda correspon a l'antiga Via Augusta romana, que vertebrava els pobles de L'Horta Nord de València i arribava fins a l'entrada nord de la ciutat, que en època medieval (a finals del segle xiv) va convertir-se en les Torres de Serrans, a les quals s'accedia pel pont dels Serrans sobre el riu Túria.
Al pont s'arribava per l'actual carrer de Sagunt (considerat part de l'antiga Via Augusta), però pel seu estretor no podia donar cabuda a tot el trànsit de veïns, visitants i mercaderies, per tant la via va ser desviada i ampliada cap a l'oest. El nou traçat més ampli de la carretera va convertir-se en la N-340, que abans de la construcció de l'autovia A-7 era l'entrada i eixida nord de la ciutat.
A l'altura del creuament amb l'antic Camí de Trànsits (actualment plaça de Don Bosco) estava situada la caseta del "fielato", nom popular de les casetes on es feia el cobrament de les taxes municipals pel trànsit de mercaderies a tots els visitants que volien entrar a la ciutat.
En l'actualitat l'avinguda és una via totalment integrada dins el nucli urbà, ha perdut la titularitat estatal de N-340, i quan el seu recorregut abandona la ciutat passa a anomenarse carretera CV-300 i els seus respectius trams (CV-3001, CV-3002, etc.) de titularitat autonòmica.

## Elements importants
A l'inici de l'avinguda junt al vell llit del riu Túria i el carrer del Pla de la Saïdia trobem un xicotet jardí amb una font ornamental coneguda com a Font de la Saïdia, que originalment va formar part del Mercat de Flors que estava situat al subsòl de l'actual Plaça de l'Ajuntament de València, i que l'any 1961 amb la remodelació de la plaça i la desaparició del Mercat de Flors va ser traslladada a aquest emplaçament. A aquest jardí trobem també un bust de bronze de l'any 1996 homenatge a Concha Piquer, gran actriu i cantant de copla valenciana del segle xx.
A l'altura del creuament amb el carrer de Sagunt es troba la plaça de Don Bosco, on trobem una escultura en bronze homenatge a Sant Joan Bosco, conegut com a Don Bosco, fundador de la Congregació Salesiana, que té al carrer de Sagunt i a l'avinguda del Primat Reig el Col·legi Salesià-Sant Antoni Abat des de 1898 i edificat on es trobava l'antic Convent de Sant Antoni des de 1333. L'escultura va ser inaugurada l'any 1999 en commemoració del centenari dels salesians en València (1898-1998).
Uns pocs metres al nord trobem al creuament amb l'antic Camí de Trànsits una rotonda amb una font ornamental formada per un monòlit d'estructura piramidal i decorat amb relleus de cossos humans nus coneguda com a Font de Primat Reig per la seua ubicació. Aquesta font de 1997 va estar col·locada amb motiu de la inauguració del túnel que connecta les avingudes de Peset Aleixandre i Primat Reig.
Al superar la Ronda Nord de València l'avinguda continua direcció nord cap a Tavernes Blanques, però abans trobem l'antic Monestir de Sant Miquel dels Reis, actual seu de la Biblioteca Valenciana, del segle XVI però edificat sobre un monestir anterior del xiv. Es poden fer visites guiades amb cita prèvia.